# Trockenfisch

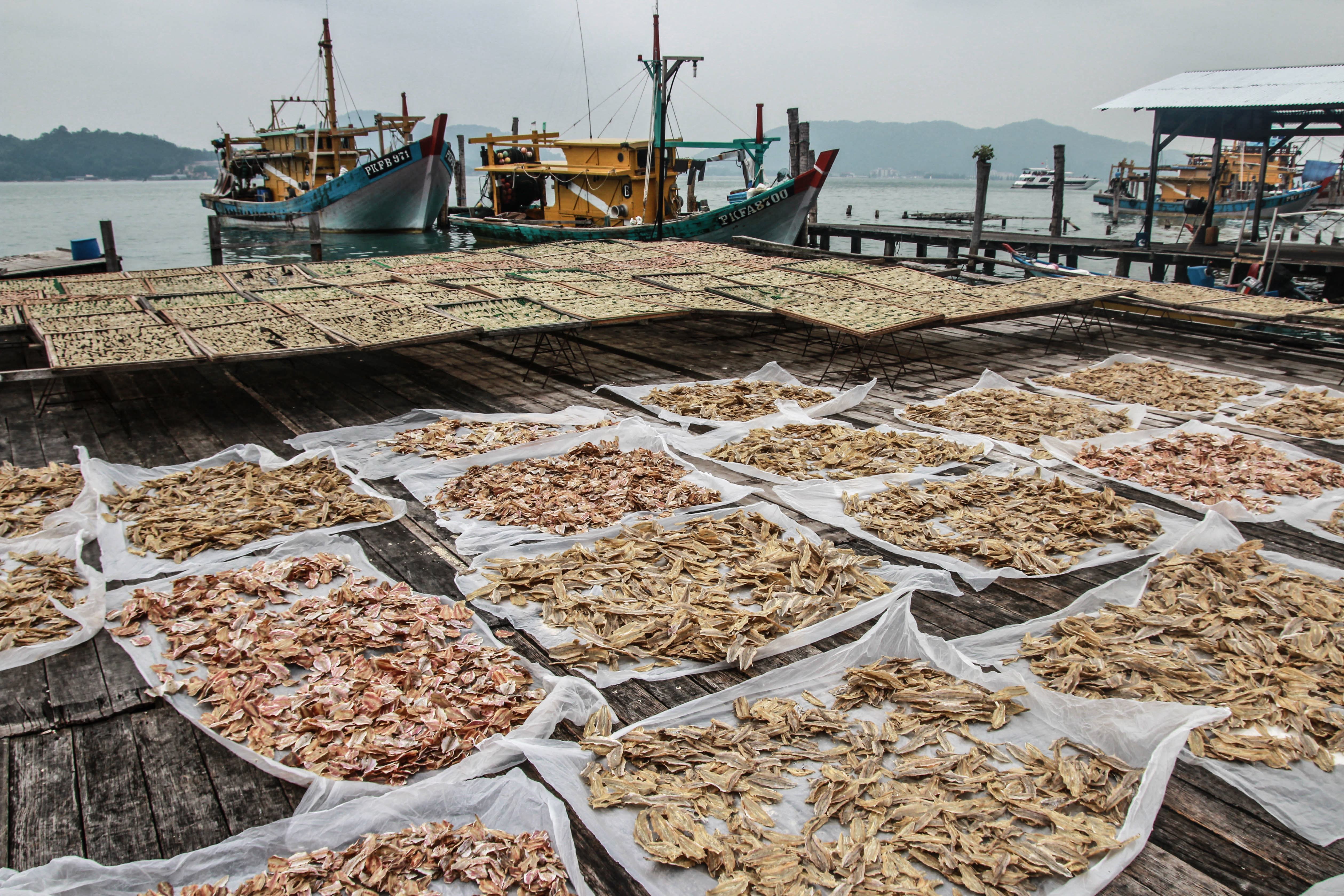
Der Fisch wird in Pulau Pangkor (Malaysia) direkt am Hafen getrocknet

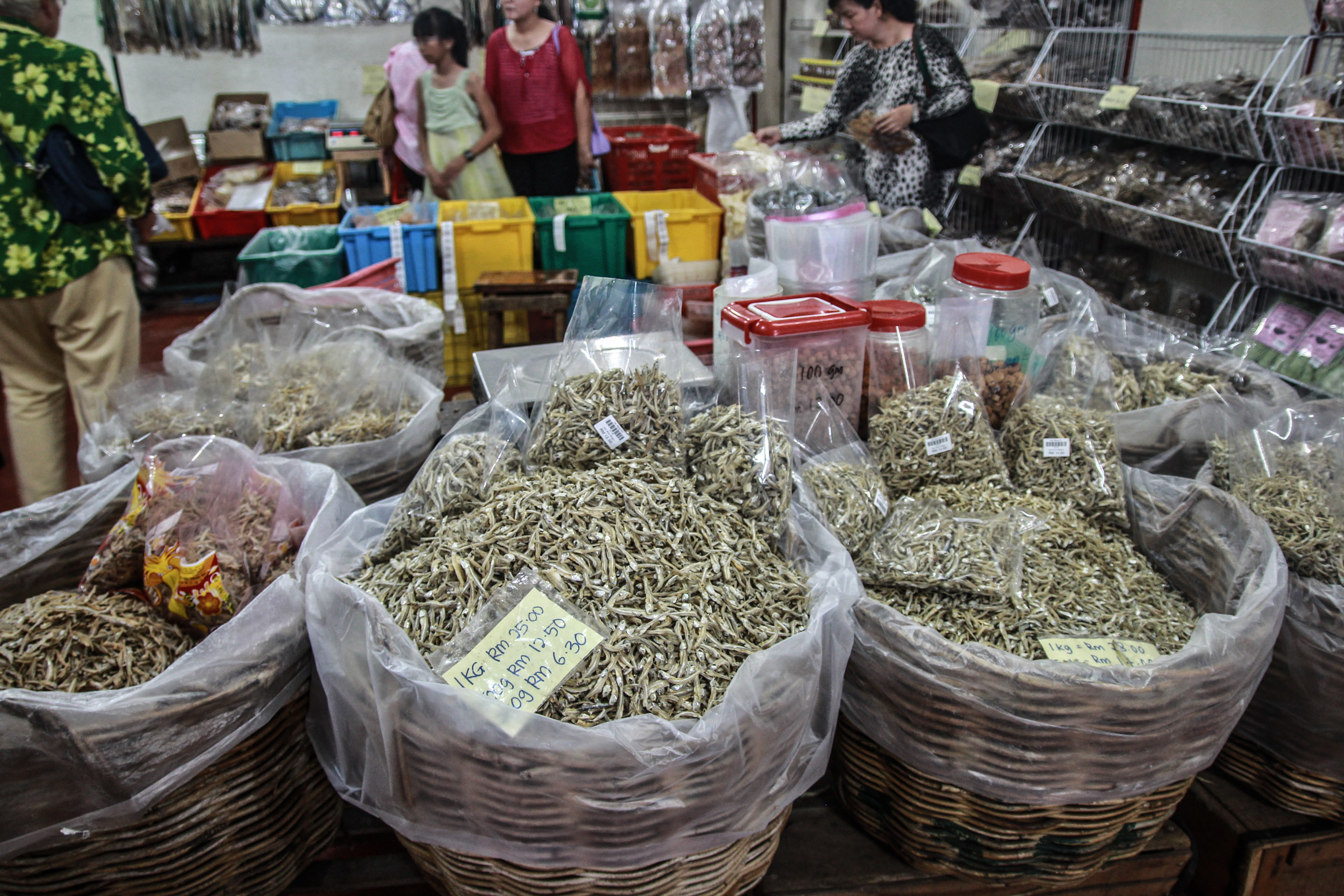
Verkauf von Trockenfisch in Pulau Pangkor

Trockenfisch ist ein Oberbegriff für Lebens- und Futtermittel, die aus Fisch bestehen, dem das im Tierkörper enthaltene Wasser entzogen wurde. Dies kann durch Dörren von frischem Fisch geschehen oder indem der frische Fisch zunächst mit Salz fermentiert, gekocht oder geräuchert und anschließend getrocknet wird.
Dadurch verlieren Mikroorganismen, die den Fisch normalerweise schnell verderben lassen würden, ihre Lebensgrundlage. Der getrocknete Fisch ist sehr viel länger ungekühlt haltbar und auch viel leichter als frischer Fisch. Trockenfisch lässt sich deshalb besser und günstiger transportieren und lagern als frischer Fisch. Die weiteren Inhaltsstoffe, wie Nährstoffe, Vitamine, Mineralstoffe, aber auch Fasern, bleiben erhalten.
Trockenfisch kann im getrockneten Zustand verzehrt bzw. verfüttert werden, oder mit Wasser eingeweicht und dann weiter verarbeitet werden.

## Lebensmittel
Nach den „Leitsätzen für Fische, Krebs- und Weichtiere und Erzeugnisse daraus“ des Deutschen Lebensmittelbuchs und des Österreichischen Lebensmittelbuchs sind Trockenfische „Fische, die in freier Luft oder in Anlagen getrocknet und dadurch haltbar gemacht worden sind“. Bei den Trockenfischen werden dort insbesondere Stockfisch und Klippfisch als für Deutschland und Österreich bedeutsame Varianten genannt.

### Stockfisch
Stockfisch wird seit dem 8. Jahrhundert traditionell in Norwegen hergestellt, indem Fische auf Holzgestellen an der Luft getrocknet werden. Häufig wird dazu Kabeljau verwendet oder andere Speisefische der Dorschfamilie. Der Großteil des Stockfisches wird in Norwegen, daneben auch in den anderen skandinavischen Ländern hergestellt und anschließend nach Afrika und in die Mittelmeeranainerstaaten exportiert. Vor der Verwendung muss Stockfisch, der noch trockener und härter als Klippfisch ist, mindestens 24 Stunden gewässert (rehydriert) werden.

### Klippfisch
Für die Herstellung von Klippfisch wird der frische Fisch bis zum Erreichen der Salzgare eingesalzen und anschließend getrocknet. Das Einsalzen bewirkt, ähnlich wie das Trocknen auch, dass Mikroorganismen daran gehindert werden, den frischen Fisch zu zersetzen. Der Fisch reift durch das Verfahren und entwickelt neben der längeren Haltbarkeit einen besonderen Geschmack. Die wichtigsten Erzeugerländer sind Norwegen, Spanien und Portugal. Je nach Salzgehalt muss der Klippfisch 24 Stunden oder auch mehrere Tage gewässert werden.

### Bacalhau
Bacalhau ist die portugiesische Bezeichnung für Klippfisch. Zubereitungen sind im gesamten Mittelmeerraum und in Brasilien, wo es sich um das Nationalgericht handelt, weit verbreitet. In Portugal ist die Herstellung des Bacalhau de Cura Tradicional Portuguesa als Garantiert traditionelle Spezialität geschützt.

### Katsuobushi
Katsuobushi ist getrockneter, geräucherter und fermentierter Bonito, von dem dünne Flocken gehobelt und in der japanischen Küche als Grundlage für Dashi oder als geschmacksverstärkendes Gewürz verwendet werden.

### Bokkoms
Bokkoms ist eine südafrikanische Spezialität, die aus gesalzenen und getrockneten Meeräschen hergestellt wird.

### Bombay Duck
Bombay Duck, wissenschaftliche Bezeichnung Harpadon nehereus, ist ein in Indien beliebter Speisefisch, der getrocknet und zerrieben zur Zubereitung von Currygerichten verwendet wird.

### Tatami iwashi
Tatami iwashi besteht aus getrockneten Sardinen. Die einzelnen Fische verbinden sich während des Trocknens zu einer Platte, die dann zur weiteren Verarbeitung zerschnitten wird.

### Hákarl
Hákarl ist eine isländische Spezialität. Dafür wird Haifischfleisch zunächst in Kiesgruben oder Holzkisten fermentiert und anschließend an der Luft getrocknet. Durch das Verfahren wird das sonst giftige Haifischfleisch für den Menschen genießbar.

## Futtermittel

### Fischmehl
Getrockneter Fisch und getrocknete Fischbestandteilte werden zu Fischmehl zermahlen, das als Zusatz zu Futtermitteln bei der Aquakultur, der Schweine- und Hühnerfütterung und der Aufzucht von Kälbern und Lämmern verwendet wird. Auch Trockenfutter für Hunde und Katzen kann Fischmehl enthalten.

### Trockenfisch als Haustierfutter
Trockenfische werden ganz (Sprotten) oder in Teilen (z. B. Haut) als Katzenfutter,  Hundefutter bzw. Leckerli angeboten. Trockenfische sind auch Bestandteil der BARF-Hundeernährung. Sie dienen als fettarme Proteinquelle. In zerkleinerter Form ist Trockenfisch oder Fischmehl auch in Trockenfutter für Hunde, Katzen, Reptilien, Fische und andere Heimtiere enthalten.